# Jordan Spieth
Jordan Spieth, född 27 juli 1993 i Dallas i Texas, är en amerikansk professionell golfspelare som spelar på PGA-Touren. Spieth har varit rankad som världsetta enligt den officiella världsrankingen. Han har vunnit tre majortävlingar samt FedEx Cup 2015.
Hans första majorseger kom 2015 i US Masters och hade då slutresultatet 270 slag och –18 under par, vilket tangerade mästerskapets rekord från 1997 av Tiger Woods, samtidigt som han blev den näst yngsta golfspelaren att någonsin vinna mästerskapet. Han vann US Open två månader senare på golfbanan Chambers Bay i Washington på –5 under par och vinsten gjorde honom till den yngsta US Open segraren sedan Bobby Jones vann tävlingen 1923. Senare samma år vann Spieth The Tour Championship vilket gjorde honom till 2015 års FedEx Cup vinnare. 
Två år senare vinner Spieth sin tredje major på Royal Birkdale Golf Club i England, då han vann 2017 års British Open med tre slag över Matt Kuchar på –12 under par.

## Amatörkarriär
År 2009 och 2011 vann Spieth U.S. Junior Amateur vilket gör honom tillsammans med Tiger Woods de enda som har vunnit tävlingen två gånger.
Innan Spieth fyllde 18 år, var han rankad som etta enligt AJGA Golf Rankings, vilka rankar världens bästa juniorgolfspelare. American Junior Golf Association utnämnde Spieth som Rolex Junior Player of the Year 2009.
År 2010 och vid en ålder av 16, blev Spieth erbjuden att spela PGA Tourtävlingen HP Byron Nelson Championship, vilken han spelade och klarade kvalgränsen. I och med det blev han den sjätte yngsta spelaren att klara en kvalgräns på PGA Touren och han slutade på en delad 16:e plats efter att ha varit på en sjundeplats efter tredje dagen.  Spieth blev erbjuden att spela tävlingen igen året därpå och han klarade återigen kvalgränsen för att sluta på en dela 32:a plats.
Speith spelade golf på University of Texas och deltog 2011 i Walker Cup där han representerade USA. Spieth spelade tre matcher, varav han vann båda singlarna och delade sin tredje match i foursome.
Under sitt första år på University of Texas vann Speith tre tävlingar och hade lägst snittresultat i skollaget. Han bidrog även till att skollaget vann NCAA Team Championship 2012 och blev utnämnd som first-team All-American.
Efter att Brandt Snedeker avanmälde sig från 2012 års US Open blev Spieth erbjuden en startplats. Spieth slutade på en delad 21:a plats på 7-över par och blev mästerskapets bäst placerade amatör. Efter US Open blev Spieth rankad som världens bästa amatör.

## Professionell karriär
Efter US Open 2012 beslutade Spieth, då 19 år gammal, att bli proffs och tecknade sponsorkontrakt med Under Armour i januari 2013.

### 2013
Spieth spelade sin första tävling 2013 i Farmers Insurance Open på Torrey Pines där han missade kvalgränsen efter ronderna 72-73 och 1-över par. Han slutade senare i mars på en delad andraplats i Puerto Rico Open, för att senare i april sluta delad 9:a i RBC Heritage.
Den 14 juli samma år vann Spieth John Deere Classic och sin första PGA Tourtävling. Han vann på det 5:e särspelshålet mot Zach Johnson och David Hearn. Segern gjorde Spieth till den fjärde yngsta vinnaren på PGA Touren och den första tonåringen att vinna sedan 1931. Vinsten gav Spieth fulla spelrättigheter på PGA-touren och gav honom en inbjudan till de kommande tre majortävlingarna.
Månaden senare förlorade Spieth i särspel mot Patrick Reed i Wyndham Championship och slutade på ensam andraplats. Spieth gick på 62 slag under sista rundan i Deutsche Bank Championship veckan efter, för att sluta på en delad fjärdeplats.
Två dagar senare valde Fred Couples, som var lagkapten för det amerikanska Presidents Cup laget, Jordan Spieth som sista lagmedlem. Speith blev i slutet av säsongen utnämnd som PGA Tour Rookie of the Year.

### 2014
Speith spelade i april 2014 sin första US Masters och var tillsammans med Bubba Watson i delad ledning efter 54 hål. Han hade en ensam ledning av mästerskapet stundtals under den sista rundan och hade möjligheten att bli den yngsta vinnaren av US Masters någonsin (Tiger Woods har rekordet och var 21 år gammal). Watson återtog ledningen och vann slutligen tävlingen, men Spieth blev den yngsta tvåan i mästerskapets historia. Hans placering i Masters gjorde att han klättrade upp till en top-10-placering på världsrankingen för första gången.
Speith representerade senare under säsongen USA i 2014 års Ryder Cup, vilket gjorde honom till den yngsta amerikan att delta i tävlingen sedan Horton Smith 1929.

### 2015
I mars 2015 vann Spieth tävlingen Valspar Championship efter särspel mot Patrick Reed och Sean O'Hair. Spieth vann på det tredje särspelshålet genom att göra birdie. Efter vinsten följde Speith upp det med två raka andraplatser i Valero Texas Open och Shell Houston Open.

#### US Masters 2015
Efter Shell Houston Open spelade Spieth US Masters, där han gick på 64 slag (-8 under par) första dagen och blev då den yngsta spelaren någonsin att leda mästerskapet efter första dagen, samtidigt som han hade det lägsta öppningsvarvet på 19 år. Andra dagen gick Spieth på 66 slag (-6 under par) och skapade nytt rekord i US Masters historia efter 36 hål; 130 slag (-14 under par) av Spieth är ett slag bättre än Raymond Floyd som innan hade rekordet på 131 slag (-13 under par). Han tog senare nytt rekord efter 54 hål genom att spela tredje rundan på 70 slag och totalt 200 slag (-16 under par).
Under sista rundan var Spieth nere på -19 under par, men efter en bogey på det 18:e hålet föll han tillbaka till -18 under par och tangerat mästerskapsrekord med Tiger Woods som hade samma resultat 1997. Han blev också den yngsta spelaren efter Woods att vinna Masters.  
Vinsten flyttade honom till en andraplats på världsrankingen.

#### US Open 2015
Den 21 juni, drygt två månader efter sin vinst i US Masters, vann Spieth sin andra raka majorseger i 2015 års US Open på Chambers Bay. Genom att spela 69 slag (-1 under par) under den fjärde rundan och 275 slag (-5 under par) totalt så vann Spieth med ett slag över Dustin Johnson och Louis Oosthuizen. Inför den fjärde ronden var Spieth delad etta, men genom att öppna ronden med en bogey hamnade han efter. Efter 14 hål in i rundan var Spieth återigen i delad ledning med Branden Grace, som på det 16:e hålet slog out of bounds och Spieth gjorde birdie. Detta gav Spieth en ledning med tre slag och två hål kvar. Spieth gjorde en dubbel-bogey på det 17:e hålet och birdie på det 18:e och blev ledare i klubbhuset. Dustin Johnson hade senare en eagle-putt på det 18:e hålet för att vinna tävlingen, men han treputtade och förlorade mot Spieth med ett slag; en tvåputt hade tvingat särspel.
Spieth blev då en av endast sex spelare som lyckats vinna US Masters och US Open under samma säsong.

#### Resten av 2015
Veckan innan Britsh Open 2015 vann Spieth John Deere Classic och spelade den tredje ronden på 61 slag (-10 under par), vilket är det lägsta rondresultatet i hans karriär. Veckan efter spelade Spieth British Open, där han slutade på en fjärdeplats på -14 under par och ett slag ifrån att spela särspel. Speith var i delad ledning, men efter en bogey på det 17:e hålet och par på det 18:e så föll han kort med ett slag.
Efter en andraplats i 2015 års PGA Mästerskap blev Spieth rankad som världsetta enligt Official World Golf Ranking. Spieth blev även den första sedan 1958 att inte sluta sämre än som fyra under någon av alla säsongens majortävlingar.
Spieth vann The Tour Championship med fyra slag, vilket blev hans femte seger för säsongen, vilket gjorde att han även vann FedEx Cup. 
Säsongen 2015 vann Speith följande utmärkelser: PGA Player of the Year och PGA Tour Player of the Year (Jack Nicklaus Trophy), Vardon Trophy och Byron Nelson Award för att ha den lägsta snittscoren under säsongen på PGA Tour, och även Arnold Palmer Award för att ha vunnit penningligan på PGA Tour.

### 2016
Spieth inledde året med att vinna Hyundai Tournament of Champions med åtta slag över tvåan Patrick Reed. Spieth gick på totalt 262 slag (-30 under par) och blev den andra spelaren på PGA Touren att efter 72 hål vara -30 eller lägre under par.
I april 2016 ledde Spieth US Masters med fem slag inför dem sista nio hålen. Spieth kollapsade med bogey-bogey på hål 10 och 11, han slog sedan två bollar i vattnet på det 12:e och slutligen puttade i för sju slag på det par-3 12:e, vilket gjorde att han blev delad fyra med 6 hål kvar.  Speith slutade som delad två i tävlingen, han förlorade med 3 slag mot Danny Willet som vann sin första majortävling.
Spieth spelade inte golf under Olympiska sommarspelen 2016 i Rio. Däremot representerade han USA i 2016 års Ryder Cup, där han vann 2 matcher, förlorade 2 matcher och delade 1 match.

### 2017
Spieth inledde säsongen med tre raka top-10-placeringar; han lyckades däremot inte försvara titeln i Hyundai Tournament of Champions, där han slutade på en tredjeplats och 6 slag efter vinnaren Justin Thomas.
Spieth vann sedan i februari AT&T Pebble Beach Pro-Am vilket blev hans första seger för säsongen. I och med segern blev Spieth den andra golfspelaren tillsammans med Tiger Woods, att under perioden efter andra världskriget, vinna 9 tävlingar på PGA Tour innan 24 års ålder.
I juni vann Spieth sin 10:e seger på PGA Touren genom att i särspel mot Daniel Berger sätta ett bunkerslag på första särspelshålet och vinna Travelers Championship.

#### British Open 2017
Månaden därpå, den 23 juli, vann Spieth British Open på Royal Birkdale, vilket blev hans tredje majorseger. Inför sista rundan ledde Spieth med tre slag över Matt Kuchar, men efter 3 bogeys på Spieths fyra första hål innehade Kuchar ledningen med 5 hål kvar att spela. Spieth följde upp ett tidigare skakigt spel med birdie på hål 14, eagle på hål 15, birdie på hål 16 och birdie på hål 17. Speith gjorde par på det 18:e hålet och vann tävlingen med tre slag över Kuchar som kom ensam tvåa. Med vinsten blev Spieth den näst yngsta spelaren någonsin efter Jack Nicklaus att vinna tre av de fyra majortävlingarna.

#### Resten av 2017
I augusti slutade Spieth som delad 13:e i WGC-Bridgestone Invitational. Veckan efter spelades PGA Championship på Quail Hollow Club, årets sista major och en möjlighet för Spieth att bli den sjätte spelaren i historien att vinna en career grand slam. Men efter en inledande runda på 72 slag (+1 över par), och 73 slag under andra ronden så var han långt efter ledningen. Spieth klarade kvalgränsen, men slutade på delad 28:e plats, efter en avslutningsrond på 70 slag och totalt 286 slag (+2 över par totalt).
Spieth slutade på ensam andraplats i The Northern Trust, den andra FedEx Cup slutspelstävlingen, efter att ha förlorat i särspel mot Dustin Johnson. Efter 54 hål ledde Spieth tävlingen med tre slag, och efter fem spelade hål på söndagen så hade ledningen utökats till fem slag. Spieth slog ner i vattenhindret på det sjätte hålet och gjorde dubbelbogey, och efter 17 hål delade Johnson och Spieth ledningen. Bägge spelarna gör par på det 18:e hålet vilket leder till särspel. Särspelshålet blev det 18:e, ett par-4 med dog-leg vänster och med vattenhinder vänster om fairway. Spieth slår sitt utslag 315 yards mitt fairway, medan Johnson slår sitt utslag 341 yards mitt i fairway. Eftersom Johnson valde att slå över delar av vattenhindret, så hade han 95 yards kvar till hål, medan Spieth som valde en mer konservativ linje, stod med 174 yards kvar. Johnson gjorde sedan birdie, och Spieth par.
Spieth slutade veckan efter på andraplats, tre slag efter vinnaren Justin Thomas, i tävlingen Dell Technologies Championship. Spieth erhöll senare en sjundeplats i FedEx-slutspelets näst sista tävling, BMW Championship.
I säsongens sista tävling, The Tour Championship  i Atlanta, slutade Spieth på en 7:e plats.
Spieth representerade även USA i 2017 års Presidents Cup, en upplaga USA vann över det internationella laget med 19-11. Spieth mötte i den avslutande singeln Jhonattan Vegas, en match Spieth förlorade med 2&1. Spieth spelade alla fem matcher, varav han förlorade 1, delade 1 och vann 3.

### 2018
I februari blev Spieth vald till att efterträda Davis Love III som Chairman of the Player Advisory Council (PAC). Det är en grupp om 16 personer som konsulterar PGA Tourens Policy Board och kommissionär Jay Monahan om ärenden gällande touren. Spieth är utvald på en treårsperiod (2019-2021) som Player Director.
Säsongen inleddes med en niondeplacering i Sentry Tournament of Champions i januari på Hawaii och en niondeplacering månaden därpå i Genesis Open. Därefter placerade han sig delad 14:e i WGC-Mexico Championship. Spieth blev två veckor senare utslagen av Patrick Reed i WGC-Dell Technologies Match Play. Hans sista tävling innan Masters, slutade Spieth delad trea i Houston Open.
Spieth inledde US Masters med en runda på 66 slag, vilket gav honom ensam ledning på 6-under par efter 18 hål. Det var tredje gången under de senaste fyra åren han är i ledning i mästerskapet efter den inledande rundan. Sämre spel följde under fredagen och lördagen, och inför söndagens avslutande runda var han 5-under par och 9 slag efter ledaren Patrick Reed. Spieth avslutade mästerskapet med en runda på 8-under par 64 slag, vilket tangerade den lägsta avslutande rundan i mästerskapets historia. Han missade en putt för par på den 18:e greenen för att tangera den lägsta mästerskapsrundan på 63 slag. Han slutade 13-under par och ensam trea, två slag efter vinnaren Reed.
Två månader senare under säsongen missade Spieth kvalgränsen i US Open, vilket blev den första missade kvalgränsen i en major sedan PGA Mästerskapet 2014.
Efter den missade kvalgränsen i US Open, åkte Spieth en månad senare till Carnoustie och The Open som försvarande mästare. Efter en bogeyfri lördagsrunda var Spieth i delad ledning med Xander Schauffele och Kevin Kisner, och med en vinst här skulle Spieth bli, tillsammans med Tiger Woods, Tom Morris Jr och Bobby Jones, de enda som vunnit åtminstone fyra majortävlingar innan 25 års ålder. Däremot avslutade Spieth mästerskapet med 76 slag på söndagen vilket ledde till en delad 9:e plats, fyra slag efter vinnaren Francesco Molinari.
Under årets sista majortävling, PGA Mästerskapet på Bellerive Country Club utanför St. Louis, hade Speith möjligheten till att vinna den majortävling han ännu ej hade vunnit. Men möjligheten att vinna mästerskapet försvann under den tredje rundan, då han på det 12:e hålet gjorde en trippelbogey och föll tillbaka från att ha varit 3 slag efter ledaren. Spieth slutade mästerskapet på en delad 12:e plats.   
Under PGA Tourens slutspel lyckades Spieth inte avancera till den sista deltävlingen Tour Championship i Atlanta, en tävling som han tidigare har vunnit, och som han nu för första gången sedan har började spela på PGA Touren inte lyckats kvala in till. Detta resulterade även i att han inte vann någon tävlingen under säsongen.
Under Ryder Cup som spelades på Le Golf National i Frankrike, var Spieth med och representerade USA. Spieth spelade i samtliga matcher och vann sammanlagt 3 poäng åt det amerikanska laget tillsammans med Justin Thomas. Europa vann dock med 7 poäng.

### 2019
Spieht inledde 2019 med att missa kvalgränsen i tävlingen Sony Open in Hawaii, vilket följdes med en delad 35:e plats i Farmers Insurance Open och sedan en delad 45:e plats i AT&T Pebble Beach Pro-Am. 

## Vinster
| No. | Datum             | Tävling                         | Vinstresultat   | Mot par | Segermarginal | Runner(s)-up                           |
| --- | ----------------- | ------------------------------- | --------------- | ------- | ------------- | -------------------------------------- |
| 1   | 14 juli 2013      | John Deere Classic              | 70-65-65-65=265 | −19     | Särspel       | David Hearn, Zach Johnson              |
| 2   | 15 mars 2015      | Valspar Championship            | 70-67-68-69=274 | −10     | Särspel       | Sean O'Hair, Patrick Reed              |
| 3   | 12 april 2015     | Masters Tournament              | 64-66-70-70=270 | −18     | 4 slag        | Phil Mickelson, Justin Rose            |
| 4   | 21 juni 2015      | U.S. Open                       | 68-67-71-69=275 | −5      | 1 slag        | Dustin Johnson, Louis Oosthuizen       |
| 5   | 12 juli 2015      | John Deere Classic (2)          | 71-64-61-68=264 | −20     | Särspel       | Tom Gillis                             |
| 6   | 27 september 2015 | The Tour Championship           | 68-66-68-69=271 | −9      | 4 slag        | Danny Lee, Justin Rose, Henrik Stenson |
| 7   | 10 januari 2016   | Hyundai Tournament of Champions | 66-64-65-67=262 | −30     | 8 slag        | Patrick Reed                           |
| 8   | 29 maj 2016       | Dean & DeLuca Invitational      | 67-66-65-65=263 | −17     | 3 slag        | Harris English                         |
| 9   | 12 februari 2017  | AT&T Pebble Beach Pro-Am        | 68-65-65-70=268 | −19     | 4 slag        | Kelly Kraft                            |
| 10  | 25 juni 2017      | Travelers Championship          | 63-69-66-70=268 | −12     | Särspel       | Daniel Berger                          |
| 11  | 23 juli 2017      | The Open Championship           | 65-69-65-69=268 | −12     | 3 slag        | Matt Kuchar                            |

### Majorsegrar
| År   | Mästerskap            | Efter 54 hål    | Resultat        | Mot par | Segermarginal | Runner(s)-up                     |
| ---- | --------------------- | --------------- | --------------- | ------- | ------------- | -------------------------------- |
| 2015 | Masters Tournament    | 4 slags ledning | 64-66-70-70=270 | -18     | 4 slag        | Phil Mickelson, Justin Rose      |
| 2015 | U.S. Open             | Delad ledning   | 68-67-71-69=275 | -5      | 1 slag        | Dustin Johnson, Louis Oosthuizen |
| 2017 | The Open Championship | 3 slags ledning | 65-69-65-69=268 | -12     | 3 slag        | Matt Kuchar                      |

### Majors i tidslinje
| Mästerskap            | 2012  | 2013 | 2014 | 2015 | 2016 | 2017 | 2018 | 2019 | 2020 |
| --------------------- | ----- | ---- | ---- | ---- | ---- | ---- | ---- | ---- | ---- |
| Masters Tournament    |       |      | T2   | 1    | T2   | T11  | 3    | T21  |      |
| U.S. Open             | T21LA | CUT  | T17  | 1    | T37  | T35  | CUT  | T3   |      |
| The Open Championship |       | T44  | T36  | T4   | T30  | 1    | T9   | T65  |      |
| PGA Championship      |       | CUT  | CUT  | 2    | T13  | T28  | T12  | T20  |      |

LA = lägsta amatör,
CUT = missad kvalgräns,
"T" indikerar delning.